# 장성 조영규 정려
장성 조영규 정려(長城 趙英圭 旌閭)는 전라남도 장성군 북이면에 있는, 조선 전기 무신인 조영규 장군의 충절을 기리기 위해 세운 정려이다. 1985년 2월 15일 전라남도의 기념물 제78호로 지정되었다.

## 개요
조선 전기 무신인 조영규 장군의 충절을 기리기 위해 세운 것이다.
장군은 무과를 거쳐 평안도 용천현감을 비롯한 8개 고을에서 청렴한 목민관으로 이름을 떨쳤다. 선조 25년(1592) 양산군수 재임시 임진왜란이 일어나자 동래성으로 가 이미 적군에게 포위되어 있는 싸움터에서 도망하지 않고 끝까지 싸우다 전사하였다.
현종 10년(1669) 그의 효행과 충절이 알려져 충신으로 정려되고 호조참판으로 추대되었으며, 현재 동래의 '안락서원', 양산의 '충렬사' 등에서 배향되고 있다.

## 같이 보기
- 조영규